# المنايل
المنايل إحدى قرى مركز الخانكة التابع لمحافظة القليوبية بجمهورية مصر العربية.

## التاريخ
قرية المنايل من القرى القديمة، حيث وردت باسم «كوم ريحان» في أعمال القليوبية ضمن قرى الروك الناصري التي أحصاها ابن الجيعان في كتاب «التحفة السنية بأسماء البلاد المصرية». وفي العصر العثماني وردت باسم «منايل كوم ريحان» في التربيع العثماني الذي أجراه الوالي العثماني سليمان باشا الخادم في عصر السلطان العثماني سليمان القانوني ضمن قرى ولاية القليوبية، وفي تاريخ 1228هـ/1813م الذي عدّ قرى مصر بعد المسح الذي قام به محمد علي باشا باسم «المنايل» ضمن قرى مديرية القليوبية.

## السكان
بلغ عدد سكان المنايل 7,277 نسمة، حسب الإحصاء الرسمي لعام 2006.